# Vulcão em escudo

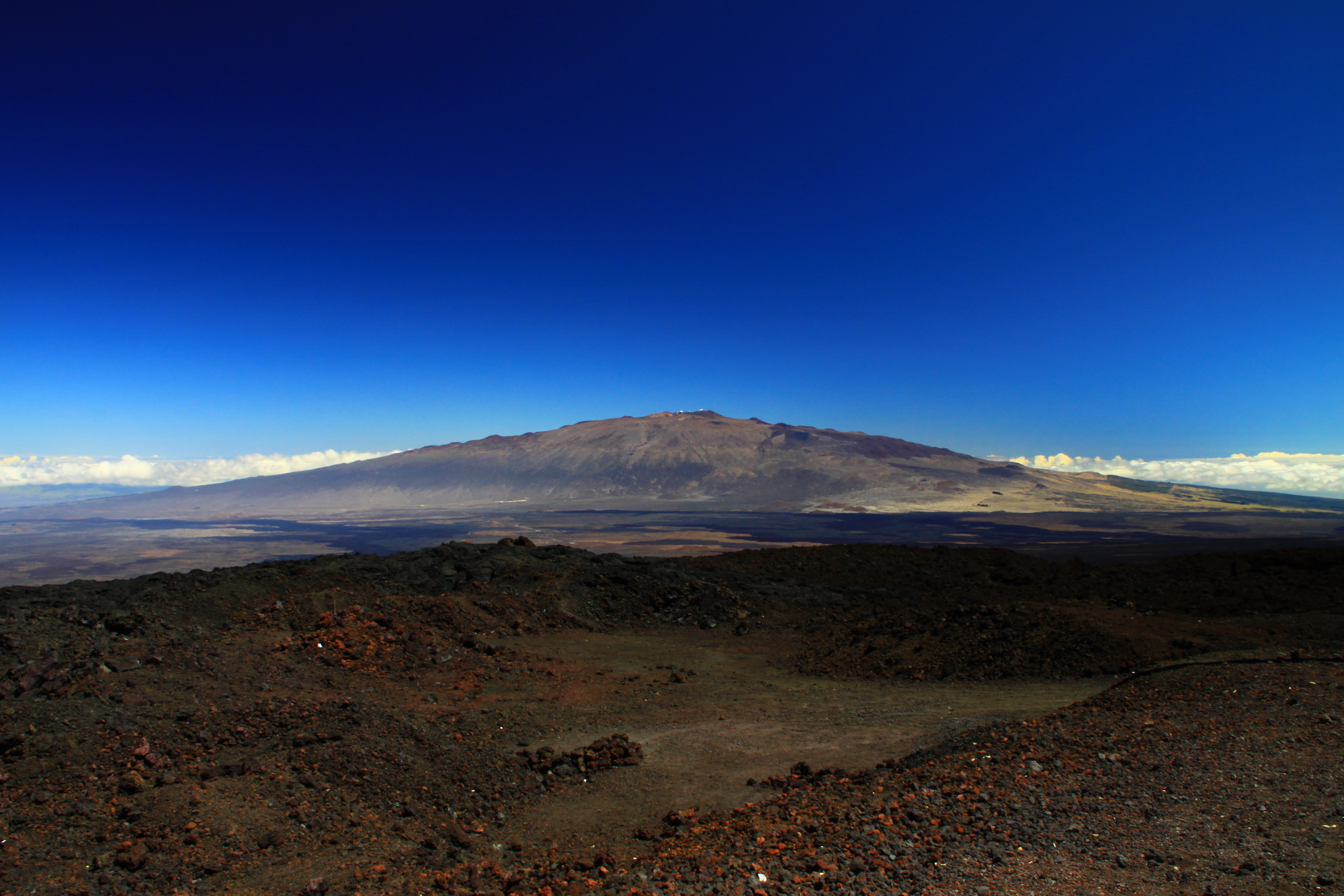
Mauna Kea, Hawaiʻi, um vulcão em escudo na "Big Island" do Havai.

Um vulcão em escudo é um tipo de vulcão habitualmente constituído quase inteiramente por fluxos de lava fluidos. Os vulcões em escudo são designados deste modo porque a sua forma lembra a de um escudo deitado. A forma é causada pela escorrência da lava altamente fluida durante as erupções, que percorre maiores distâncias do que a lava eruptida a partir de um estratovulcão.
Os vulcões em escudo têm magma de baixa viscosidade, o que lhes permite ter lava máfica.

## Geologia

Diagrama das características estruturais mais comuns de um vulcão em escudo.

### Estrutura
Os vulcões em escudo são formados por correntes de lava de baixa viscosidade, isto é, por lava que flui com facilidade. Uma montanha vulcânica que tenha perfil largo – perfil cónico de base muito maior que a sua altura - vai-se formando ao longo do tempo à base de escoadas de lava basáltica relativamente fluida que provém de fissuras – chaminés - na superfície do vulcão. Muitos dos maiores vulcões da Terra são deste tipo. O maior é o Mauna Loa no Havai (todos os vulcões nessas ilhas são vulcões em escudo).

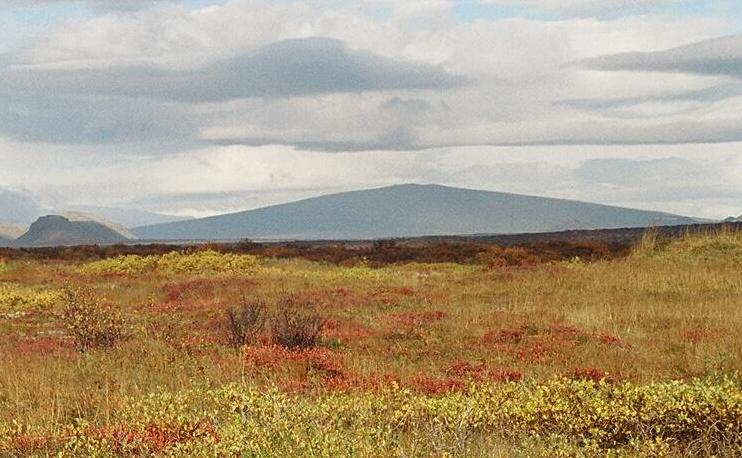
A forma do vulcão Skjaldbreiður na Islândia é típica de um vulcão em escudo e até deu o nome a esta forma do relevo vulcânico

Este tipo de vulcões pode ser tão grande que por vezes se confundem com cadeias montanhosas, como a cordilheira Ilgachuz e a Cordilheira Rainbow, ambas situadas no Canadá. Estes vulcões formaram-se quando a Placa Norte-americana passou por cima de um ponto quente semelhante ao que alimenta os vulcões do arquipélago do Havai, chamado ponto quente Anahim.
Também há vulcões em escudo, por exemplo, em Washington, Oregon, e nas Ilhas Galápagos. O Piton de la Fournaise, em Reunião, é um dos vulcões em escudo mais ativos do mundo, com una media de uma erupção por ano.
Os vulcões ativos que são em escudo apresentam uma atividade eruptiva quase contínua durante períodos de tempo extremamente longos, resultando numa construção de estruturas gradual que podem atingir enormes dimensões.

É frequente que a atividade de um vulcão em escudo faça surgir, com o tempo, cones de escória à volta dos centros eruptivos, como por exemplo com o Puʻu ʻŌʻō, produto da atividade continuada do vulcão Kilauea.